# 17059 Elvis
17059 Elvis este o planetă minoră (asteroid), cu un diametru de 3,965 km, din centura de asteroizi. A fost descoperită pe 15 aprilie 1999 la Observatorul Reedy Creek de John Broughton⁠(d) și a fost numită după Elvis Presley. 
Obiectul prezintă o orbită caracterizată de o semiaxă mare de 2,4194844 UAi, o excentricitate de 0,083, o înclinație de 3,50981 ° în raport cu ecliptica.